# Tunnel van Chalifert
De Tunnel van Chalifert is een scheepvaarttunnel op het Canal de Chalifert in het gebied van de Marne in de Franse regio Île-de-France (departement Seine-et-Marne, arrondissement Torcy)
De scheepvaarttunnel bevindt zich tussen sluis 14 te Chalifert en sluis 13 te Coupray en heeft een lengte van 300 meter. De tunnel is goed verlicht en wordt vanaf de Seine bediend.